# Ulf Lehmann (Slawist)
Ulf Lehmann (* 1933 in Berlin; † 23. Oktober 1992 ebenda) war ein deutscher Slawist.

## Leben
Er studierte an der Humboldt-Universität von 1951 bis 1955 russische, serbokroatische und tschechische Philologie bei Hans Holm Bielfeldt, Edmund Schneeweis und Eduard Winter. Nach der Promotion zum Dr. phil. am 4. Mai 1960 und der Habilitation (Zu den Rußland-Beziehungen des klassischen  Weimar) 1969 wurde er ordentlicher  Professor für russische Literatur an der Humboldt-Universität zu Berlin.

## Schriften (Auswahl)
- Der Gottschedkreis und Russland. Deutsch-russische Literaturbeziehungen im Zeitalter der Aufklärung. Berlin 1966, OCLC 70299160.
- mit Helmut Grasshoff und Annelies Lauch: Humanistische Traditionen der russischen Aufklärung. Berlin 1974, OCLC 663412534.